# Nauka

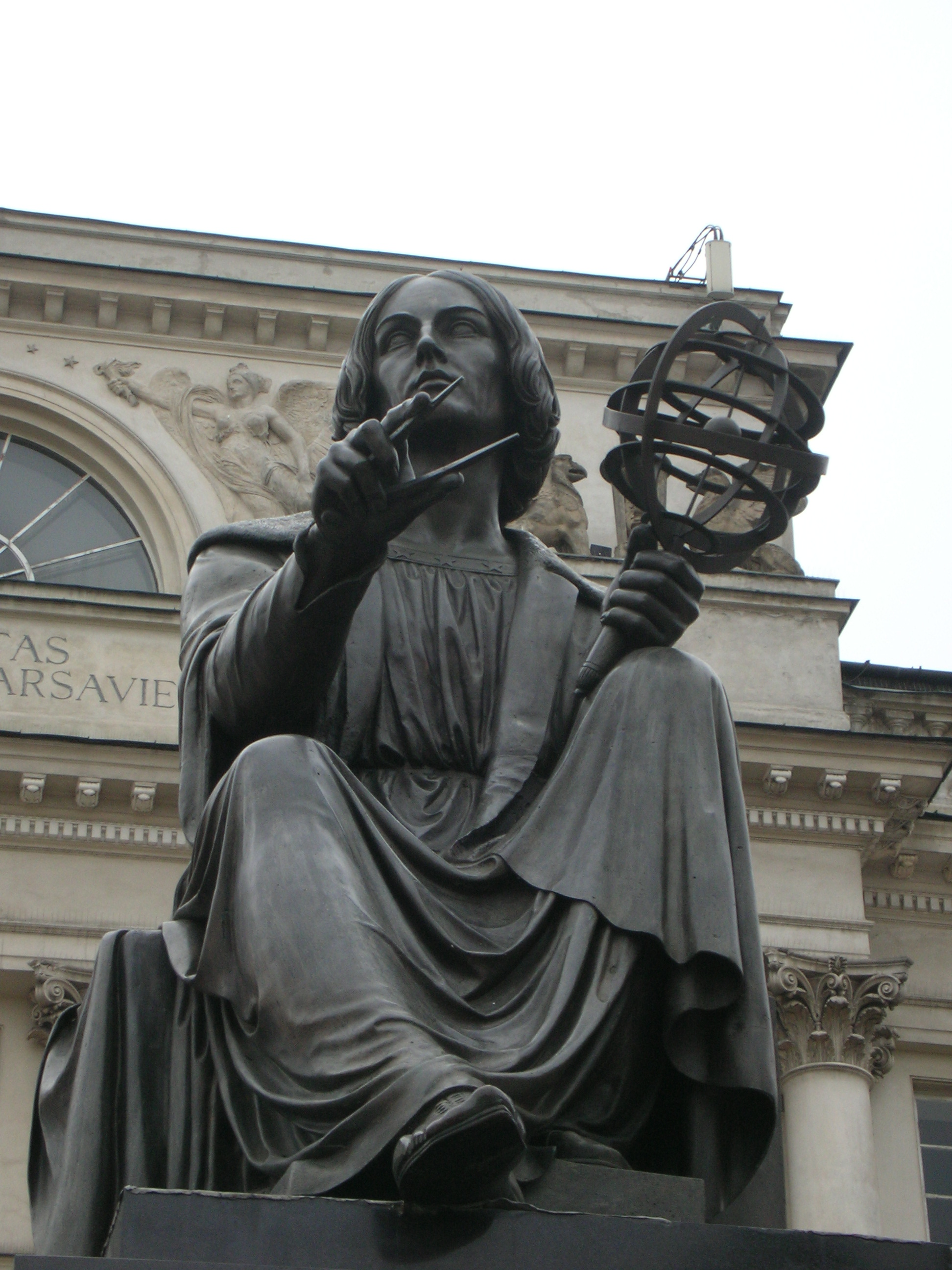
Jeden z pomników przedstawiających Mikołaja Kopernika – wybitnego uczonego. Zasłynął głównie w naukach ścisłych jako astronom, ale był też humanistą jako prawnik i filolog klasyczny. W tle Pałac Staszica w Warszawie – jeden z budynków Polskiej Akademii Nauk (PAN)

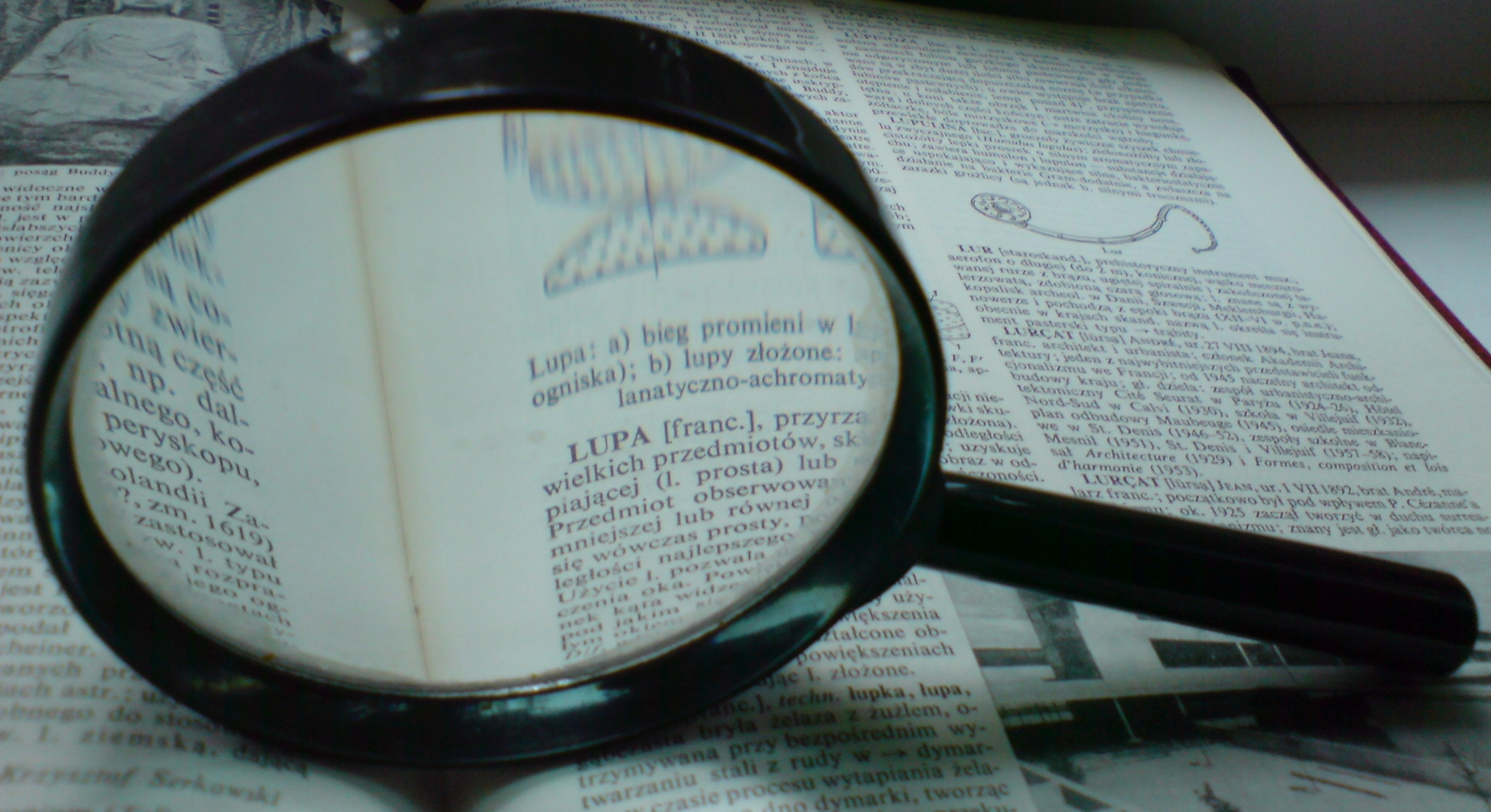
Lupa – narzędzie różnych badań empirycznych, m.in. naukowych – zarówno przyrodniczych, jak i społecznych, np. historycznych

Nauka – różnie definiowany element kultury, odznaczający się dążeniem do wiedzy. Pojęcie nauki jest wieloznaczne z kilku przyczyn:
- brak powszechnie uznanej definicji wiedzy; te najczęstsze odwołują się do prawdy, która również jest rozumiana różnie;
- nie wszystkie dążenia do wiedzy są nazywane nauką – zjawiska o spornym statusie to np. filozofia czy teologia; występują też zjawiska pseudonauk, paranauk i protonauk, których dążenia do wiedzy są uznawane za niepoprawne;
- wielopoziomowość terminu – nauka to zarówno:
  - ogół różnych badań i odkryć;
  - część tego zjawiska (meronim): bardziej szczegółowa dyscyplina, co nadaje sens liczbie mnogiej tego słowa; przykładowo mówi się o naukach ścisłych, humanistycznych czy empirycznych;
- inne użycia tego słowa w języku polskim, np. nazywa się tak uczenie się lub nauczanie, niekoniecznie treści naukowych – przykładem jest tu kaznodziejstwo[2].

Próba definicji nauki to jeden z celów filozofii nauki, konkretniej jej epistemologicznej części. Przykładowym zagadnieniem jest tu problem demarkacji – próba rozpoznania pseudonauk i paranauk ogólnym kryterium, czyli ścisłe określenie metody naukowej. Przez to epistemologia nauki przenika się z metodologią – innym działem naukoznawstwa.
Pod względem poznawczym nauka wydaje się być wiedzą najlepszą, najbardziej adekwatnie opisującą rzeczywistość. Ten wysoki status poznawczy nauka zawdzięcza metodom, jakie stosuje, oraz językowi, jakim się posługuje:
„Ważnymi elementami «naukowości» są język i metoda. Zdaniem wielu, zarówno naukowców jak i filozofów, to właśnie te dwa elementy decydują o tym, czy coś jest naukowe, czy nie”.
Nauka formułuje prawa i teorie. Wymagają one uzasadnienia; w przypadku nauk empirycznych polega ono na konfrontacji przewidywań na nich opartych z rezultatami doświadczenia, czyli z wynikami obserwacji, pomiarów i eksperymentów. „Nauka rodzi się z dążenia do uzyskania wyjaśnień systematycznych, a równocześnie podlegających kontroli w oparciu o dane (...)”.
Historia nauki sięga prehistorii – ludzie paleolityczni gromadzili podstawowe informacje o otaczającym ich środowisku, o działaniach arytmetycznych i rachubie czasu, np. cykliczności zjawisk astronomicznych jak fazy Księżyca. Starożytność to początki nauki rozumianej ściślej – utrwalania wiedzy przez pismo. Wtedy też pojawili się ściśle rozumiani naukowcy jak Archimedes z Syrakuz. Zręby nauk powstały zarówno w Starym Świecie, jak i Nowym; przykładowo Majowie wytworzyli własny kalendarz.
Nauka jest uprawiana w różnych językach; część tych używanych w tym celu nie zawiera jednak pojęcia nauki w polskim rozumieniu. Przykładowo w tradycjach angielskiej i francuskiej najbliższym znaczeniowo terminem jest science; obejmuje on głównie matematykę i przyrodoznawstwo, bez humanistyki. Pojęcie nauki nie jest jednak typowo polskie; podobne znaczenie ma niemieckie Wissenschaft.

## Płaszczyzny ujmowania nauki

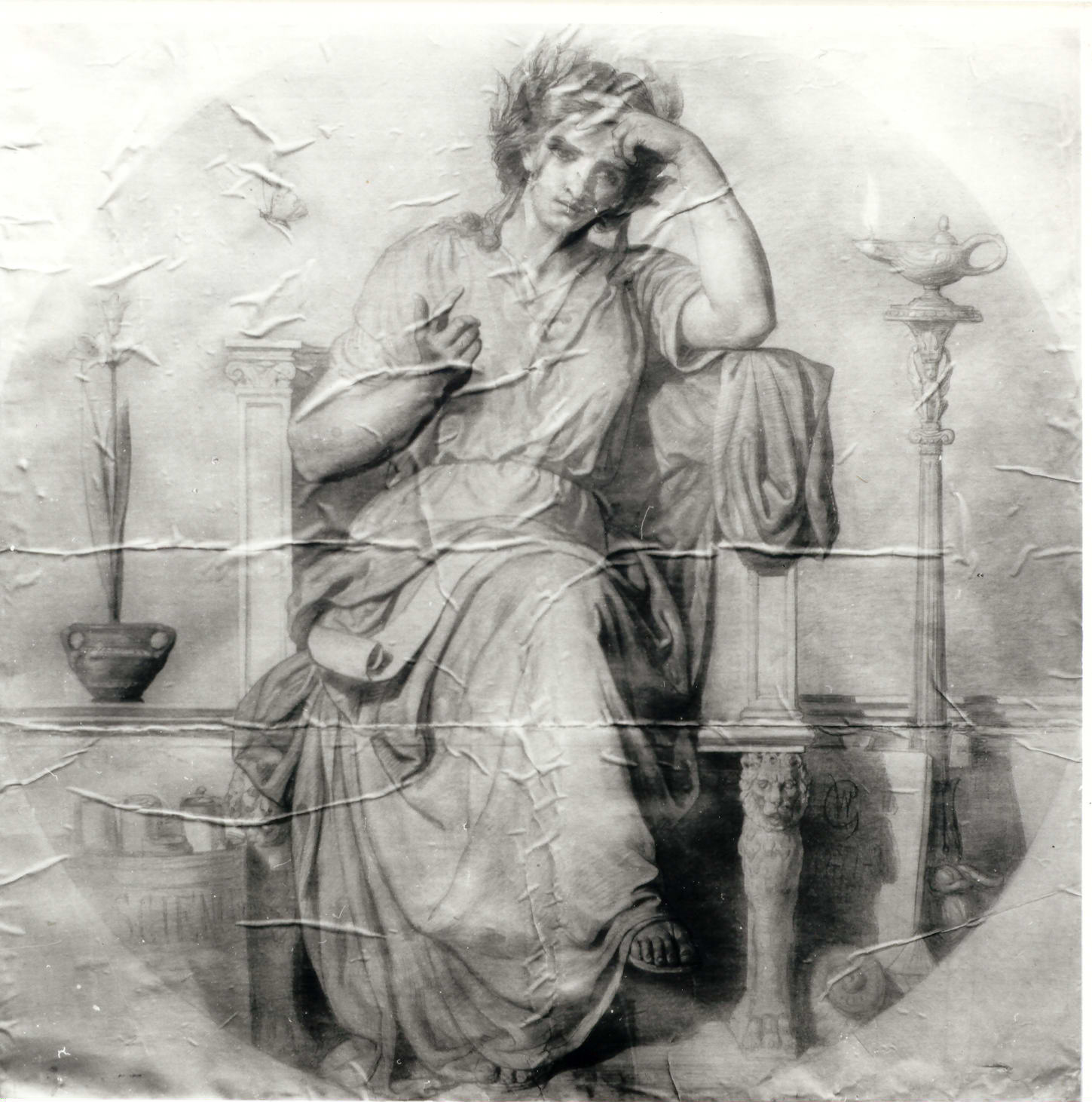
Wojciech Gerson (1831–1901), Nauka (1870)

Nauka nie jest jedynie wiedzą naukową, dlatego pełne zrozumienie, czym jest nauka, wymaga uwzględnienia aż siedmiu jej aspektów, w których może być ujmowana. Nauka to:
- Pewien gatunek wiedzy, to znaczy „wiedza naukowa”, różniąca się od wiedzy potocznej i innych gatunków wiedzy ludzkiej.
- Pewien rodzaj działalności: „działalność naukowo-badawcza”. Działalność ta nazywana jest często „praktyką naukową”, której rezultatem jest właśnie wiedza naukowa.
- Określony sposób badania rzeczywistości, czyli „metoda naukowo-badawcza”.
- Zespół uczonych i naukowców, którzy zawodowo poznają świat, inaczej mówiąc, „społeczność naukowa”.
- Zespół instytucji naukowych, to znaczy „instytucja naukowa” złożona z akademii nauk, szkół wyższych oraz rozmaitych instytutów naukowo-badawczych, wdrażających osiągnięcia naukowe do różnych dziedzin życia społecznego.
- „Świadomość naukowa” istniejąca obok takich form świadomości społecznej, jak świadomość polityczna, prawna, religijna, filozoficzna, etyczna czy estetyczna.
- Składnik siły wytwórczej nowoczesnego społeczeństwa, „naukowa siła wytwórcza”. Poczynając od połowy XIX w., nauka zaczyna bezpośrednio uczestniczyć w wytwarzaniu najnowocześniejszych urządzeń technicznych, takich jak samoloty, rakiety, lasery, elektrownie atomowe, maszyny liczące, urządzenia telekomunikacyjne itp., stając się tym samym siłą wytwórczą społeczeństwa.

Powyższe aspekty nauki są przedmiotem badania przede wszystkim filozofii nauki, zwanej też teorią nauki (niekiedy metodologią nauk) lub nauką o nauce, czyli metanauką. „Naukami pokrewnymi lub pomocniczymi w stosunku do filozofii nauki są m.in. historia nauki, socjologia nauki, psychologia nauki, logika i oczywiście filozofia”.

## Gatunki wiedzy ludzkiej

Ogólnie wiedzę ludzką można podzielić na pięć gatunków:
1. w. potoczna,
2. w. naukowa,
3. w. artystyczno-literacka,
4. w. spekulatywna,
5. w. irracjonalna.

1. Wiedza potoczna, powszechna, zdroworozsądkowa jest najstarszym gatunkiem wiedzy ludzkiej. Pojawiła się wraz z człowiekiem – homo sapiens. Dotyczy rzeczywistości bezpośrednio związanej z człowiekiem, koncentrując się na tym, co jest dla niego użyteczne. Wyrażana jest w nieprecyzyjnym, wieloznacznym, języku potocznym. O niższym stopniu racjonalności wiedzy potocznej w stosunku do wiedzy naukowej świadczy fakt, że nie spełnia ona mocnej zasady racjonalności (zwanej zasadą racjonalnego uznawania przekonań) [Czytaj: Rozdz. 3 Wiedza naukowa, kryterium 1.]. Wiedza potoczna stwierdza fakty, ale ich nie wyjaśnia. Zasadniczym kryterium wiedzy potocznej jest zdrowy rozsądek.
Wiedza potoczna nie jest wynikiem świadomego stosowania jakiejś metody badań, lecz stanowi produkt uboczny praktycznej działalności ludzi. Dotyczy ona zjawisk i przedmiotów dostępnych bezpośredniej obserwacji, co istotnie ogranicza jej zasięg, zwłaszcza w porównaniu z wiedzą naukową, penetrującą coraz to głębsze poziomy budowy materii i coraz to większe obszary świata.
2. Ernest Nagel (filozof nauki) twierdzi, że wiedza naukowa, „to po prostu «uporządkowana» lub «zorganizowana» wiedza zdroworozsądkowa”. W Europie powstała około 2 500 lat temu. Nauka poddaje wszystkie swoje twierdzenia metodycznej kontroli (stosuje określone metody naukowe) poprzez wielokrotne sprawdzanie ustalonych wyników, podczas gdy wiedza potoczna jest oparta na zdrowym rozsądku, który składa się zarówno z sądów prawdziwych, dobrze potwierdzonych, jak też z przesądów utrwalonych przez lata. Wiedza naukowa zarówno opisuje, jak też dąży do wyjaśniania zjawisk. Ma charakter teoretyczny: bada nie tylko obserwowalne cechy rzeczy, zjawisk, lecz dociera do głębszych mechanizmów, przyczyn zjawisk i praw nimi rządzących. Z uwagi na swoją precyzję twierdzenia naukowe łatwiej jest sfalsyfikować, wykazać ich fałszywość. Twierdzenia naukowe można wszechstronnie sprawdzać i potwierdzać. Wiedza naukowa jest wiedzą znacznie pewniejszą niż wiedza potoczna i prawdziwszą od pozostałych gatunków wiedzy ludzkiej.
3. Wiedza artystyczno-literacka związana jest z literaturą i sztuką. Obejmuje zakres działalności teoretycznej i praktycznej w sztuce i literaturze (epika, liryka i dramat). Wiedza ta dostarcza pewnych informacji o świecie, zwłaszcza o psychice i osobowości ludzkiej. Literatura i sztuka docierają także do tych warstw i wymiarów złożonego życia ludzkiego, które nie poddają się jak dotąd dokładnej analizie naukowej, opartej na ściśle ustalonych faktach. Ze względu na swój obrazowo-zmysłowy sposób wyrazu są one na ogół łatwo dostępne – podobnie zresztą jak wiedza potoczna – szerokim rzeszom społeczeństwa, niezależnie od poziomu wykształcenia.

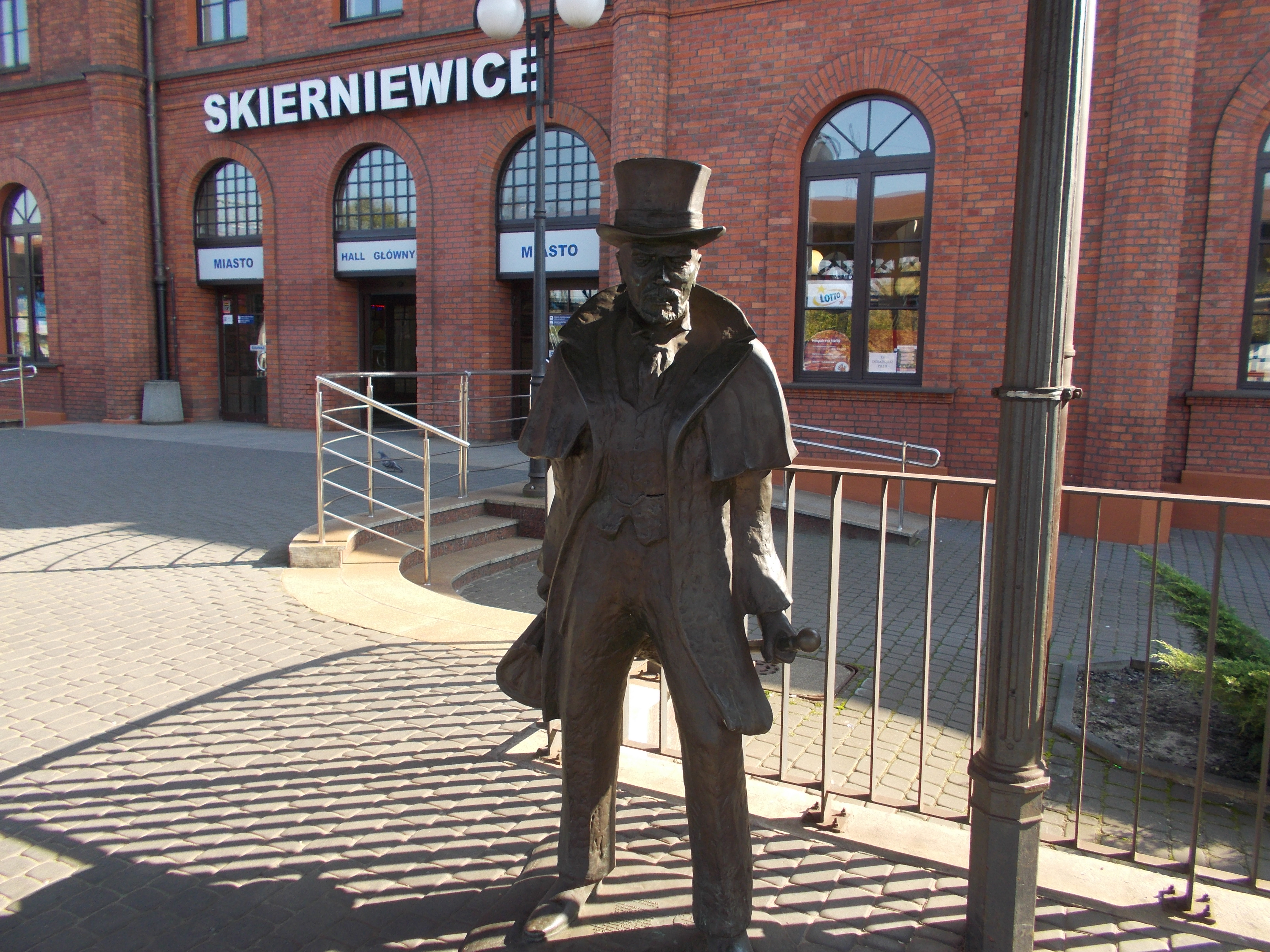
Postać Stanisława Wokulskiego, bohatera Lalki Bolesława Prusa, na dworcu w Skierniewicach

4. Wiedza spekulatywna zawarta jest głównie w mitologii oraz systemach spekulatywnych filozofii i religii. Sposób myślenia charakterystyczny dla wiedzy spekulatywnej miał miejsce np. w VI w. p.n.e. w społeczności greckiej, w okresie tzw. jedności filozofii i nauki. Filozofia określana była jako „wszechnauka”, a to pociągało za sobą ogólnikowość i spekulatywność rozważań o rzeczywistości. Były to rozważania oparte na myśleniu abstrakcyjnym, oderwane od doświadczenia, nieliczące się z rzeczywistością. Dopiero później (około IV w. p.n.e. - Arystoteles) pojawiła się wiedza oparta na logice i doświadczeniu. Spowodowało to powstawanie pierwszych nauk szczegółowych: astronomii, geometrii, statyki, logiki, medycyny i innych nauk.
Cztery wymienione gatunki wiedzy ludzkiej: potoczna, naukowa, artystyczno-literacka, spekulatywna – tworzą wiedzę racjonalną. Wiedza racjonalna jest wiedzą intersubiektywną, tzn. intersubiektywnie komunikowalną oraz intersubiektywnie sprawdzalną.
Wiedza intersubiektywnie komunikowalna to wiedza dostępna dla każdego normalnego odpowiednio przygotowanego podmiotu (człowieka) poznającego.
Z kolei wiedza intersubiektywnie sprawdzalna to wiedza podlegająca publicznej kontroli przez podmioty (ludzi) dysponujące odpowiednimi kwalifikacjami.
5. Wiedza irracjonalna jest nieuchwytna dla rozumu lub czasem sprzeczna z rozumem. Nie spełnia ona nie tylko mocnej, lecz także słabej zasady racjonalności. Droga jej poznania pozbawiona jest intersubiektywności. Jest trudna do zwerbalizowania i przekazywania innym (nie jest intersubiektywnie komunikowalna) i w konsekwencji nie podlega publicznej kontroli. Zalicza się tu wiedzę ezoteryczną, poznanie mistyczne, które uzyskuje się na drodze bezpośredniego kontaktu z rzeczywistością nadprzyrodzoną, oraz poznanie oparte na irracjonalnej intuicji (w ujęciu Bergsona).
Także niektóre rodzaje pseudonauki stanowią fragmenty wiedzy irracjonalnej, które pozorują wiedzę naukową, przybierając odpowiednią postać językową, naśladującą sformułowania naukowe.
Natomiast paranauka to pewna otoczka wiedzy naukowej, tzn. wiedza, która nie spełnia wszystkich kryteriów wiedzy naukowej. Z paranauki często uczeni czerpią pomysły i hipotezy. W tym sensie stanowi ona „przedsionek” wiedzy naukowej. Paranauka tak rozumiana spełnia słabą zasadę racjonalności (zasadę intersubiektywności) i tym różni się od pseudonauki. Paranauka nie spełnia jednak mocnej zasady racjonalności (zasady racjonalnego uznawania przekonań).

## Wiedza naukowa (kryteria naukowości wiedzy)
Jednym z zadań metanauki jest wyodrębnienie wiedzy naukowej spośród pozostałych gatunków wiedzy ludzkiej. W tym celu formułuje się wyróżniki wiedzy naukowej zwane zwykle kryteriami naukowości wiedzy. Ponieważ wiedza naukowa genetycznie wywodzi się z wiedzy potocznej, zatem ustalając kryteria wiedzy naukowej, ma się na uwadze przede wszystkim to, co różni ją od wiedzy potocznej.
Do kryteriów naukowości wiedzy należą:
1. Mocna (lub mocniejsza) zasada racjonalności: zasada racjonalnego uznawania przekonań. Stwierdza ona, że stopień przekonania, z jakim głoszony jest dany pogląd (twierdzenie, hipoteza, prawo, teoria), powinien odpowiadać stopniowi jego (jej) uzasadnienia. Stopień przekonania nie powinien być większy od stopnia uzasadnienia, gdyż inaczej popada się w dogmatyzm. Nie powinien też być mniejszy, gdyż wtedy wpada się w przesadny sceptycyzm. Mocna zasada racjonalności, spełniana jedynie w nauce, ma zatem dwa ostrza: jedno skierowane przeciwko dogmatyzmowi, drugie – przeciwko przesadnemu sceptycyzmowi. Zasada ta pozwala uczonemu formułować wszelkie teorie, także mało prawdopodobne, nie wolno mu jednak przedstawiać wstępnych hipotez roboczych jako teorie dojrzałe i dobrze uzasadnione (dogmatyzm), ale także nie wolno poglądu dobrze uzasadnionego przedstawiać jako wstępnej hipotezy roboczej (przesadny sceptycyzm). Inaczej uczony nie mógłby formułować nowych śmiałych hipotez, gdyż przynajmniej początkowo są one słabo uzasadnione, a zatem mało pewne.

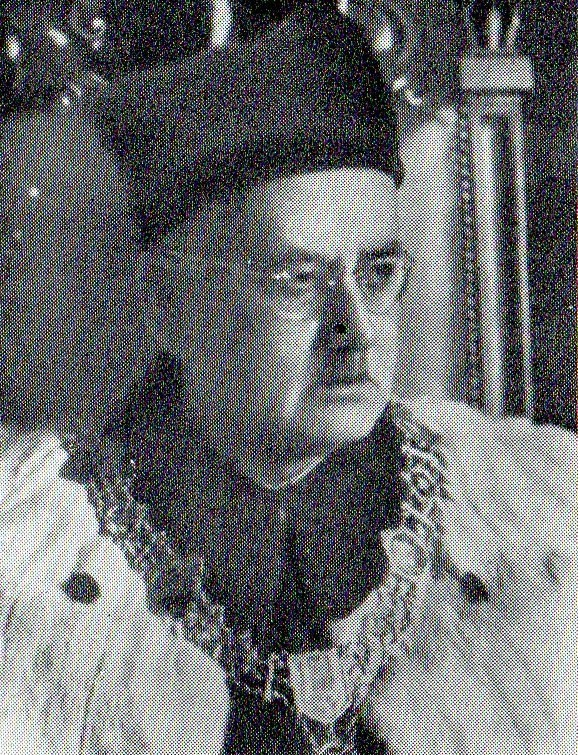
Prof. Kazimierz Ajdukiewicz (1890–1963), filozof i logik

Kazimierz Ajdukiewicz (filozof i logik), który zasadę tę wyraźnie sformułował, pisze:

Otóż racjonalna postawa wobec przyjmowanych twierdzeń wymaga tego, aby stanowczość, z jaką je głosimy, stanowczość dająca się mierzyć wielkością ryzyka, które w imię tych twierdzeń gotowi jesteśmy wziąć na siebie, była proporcjonalna do stopnia ich uzasadnienia. Znaczy to, że im bardziej surowe i bezlitosne były próby, którym dane twierdzenie poddawaliśmy i wobec których się ono ostało, tym bardziej stanowczo wolno nam je przyjmować. (…) Racjonalna postawa wobec głoszonych twierdzeń nie wymaga więc tego, by twierdzenia te były dobrze uzasadnione. Wymaga tylko tego, aby je podawać ze skromnością odpowiadającą stopniowi ich uzasadnienia. Takiej racjonalnej postawy wymaga naukowa cenzura od wygłaszania twierdzeń, aby je uznać za godne opublikowania, niekoniecznie zaś tego, by były one bardzo dobrze uzasadnione”.

Obok mocnej zasady racjonalności wyróżnia się słabą zasadę racjonalności, zwaną zasadą intersubiektywności, na którą składają się intersubiektywna komunikowalność oraz intersubiektywna sprawdzalność. Zasada ta nie stanowi wyraźnego wyróżnika wiedzy naukowej, gdyż jest spełniona w pewnej mierze przez wszystkie gatunki wiedzy racjonalnej, tzn. odróżnia wiedzę racjonalną od wiedzy irracjonalnej.
2. Uporządkowanie logiczne wiedzy naukowej. Polega ono na systematyzacji twierdzeń za pomocą relacji wynikania (konsekwencji): z założeń wyjściowych wyprowadza się dedukcyjnie (czyli na mocy praw logiki) twierdzenia pochodne, które z tych pierwszych wynikają. W ten sposób nauka buduje teorie naukowe w postaci systemów dedukcyjnych, złożonych z zasad wyjściowych (aksjomatów, postulatów) oraz twierdzeń z nich wynikających. Wiedza potoczna nie odznacza się takim uporządkowaniem logicznym. Może w niej natomiast występować uporządkowanie innego rodzaju, np. alfabetyczne, gdzie dobrym przykładem jest książka telefoniczna, zawierająca spisy telefonów instytucji publicznych i osób prywatnych, uszeregowane alfabetycznie.
3. Zdolność do samokrytycyzmu i samokontroli. Europejska wiedza naukowa powstała wówczas, gdy pierwsi filozofowie greccy (Tales z Miletu i jego uczniowie ze Szkoły Jońskiej) zaczęli krytycznie odnosić się do wiedzy zdobytej przez ich przodków i nauczycieli, a także do wiedzy uzyskiwanej przez nich samych. Krytycyzm i samokrytycyzm postawy naukowej sprawia, że nauka nie jest nigdy zadowolona z uzyskanych wyników i nieustannie dąży do nowych lepszych rezultatów poznawczych, co sprawia, iż żaden wynik wiedzy naukowej nie jest wiecznotrwały i każdy wchodzi do skarbnicy wiedzy naukowej tylko na tak długo, dopóki nauka nie uzyska lepszego wyniku. W nauce jest zatem tak jak w technice, gdzie urządzenia techniczne są stale zastępowane przez urządzenia coraz lepsze, to znaczy coraz bardziej wydajne i coraz bardziej oszczędne pod względem ekonomicznym. W tym kontekście wiedza potoczna i pozostałe gatunki wiedzy pozanaukowej mają charakter bardziej apologetyczny: w większym stopniu ufają swoim dotychczasowym ustaleniom i są raczej zadowolone z osiągniętych wyników.
Nie wszystkich uczonych i nie zawsze stać na odpowiedni krytycyzm i dystans wobec swoich poglądów. Ale krytyka, której nie jest w stanie przeprowadzić sam inicjator nowych pomysłów, jest realizowana w ramach szerszej społeczności naukowej, która dokonuje (powinna dokonywać) bezlitosnej selekcji nowo formułowanych hipotez i przypuszczeń.
4. Wysoka moc eksplanacyjna, tzn. wyjaśniająca. Nauka nie tylko opisuje zjawiska, czyli odpowiada na pytanie „jak” zjawiska przebiegają, lecz także wyjaśnia przebieg zjawisk, czyli odpowiada na pytanie „dlaczego” zjawiska zachodzą tak a nie inaczej. Wyjaśnianie zjawisk (a także praw rządzących zjawiskami) wymaga sięgnięcia do głębszych warstw rzeczywistości, wymaga poznania przyczyn zjawisk, praw nimi rządzących oraz mechanizmów wewnętrznych ich przebiegu. Dlatego wiedza potoczna, ślizgająca się jakby po powierzchni zjawisk, ma – w odróżnieniu od nauki – niską moc wyjaśniającą. „[I] właśnie specyficznym celem nauki jest organizacja i klasyfikacja wiedzy w oparciu o zasady wyjaśniające”.
Według Karla R. Poppera wielka moc wyjaśniająca wiedzy naukowej wynika z faktu, że nauka buduje teorie i prawa naukowe o coraz większej zawartości informacyjnej (logicznej i empirycznej). Wyznaczona jest ona przez ogólność i ścisłość twierdzeń: im twierdzenie jest bardziej ogólne i bardziej ścisłe, tym ma większą zawartość informacyjną, co pociąga coraz większą moc wyjaśniania. „Uważam, że celem nauki jest poszukiwanie dobrych wyjaśnień dla wszystkiego, co według nas potrzebuje wyjaśnienia”.
5. Wysoki stopień uteoretycznienia (teoretyczności) wiedzy naukowej (kryterium ściśle związane z poprzednim). Teorie naukowe – w odróżnieniu od wiedzy potocznej – nie opisują bezpośrednio zjawisk rzeczywistych obserwowalnych zmysłowo, z którymi stykamy się na co dzień, lecz opisują ich uproszczone modele zwane niekiedy typami idealnymi. Tak na przykład mechanika klasyczna w swym najbardziej ogólnym sformułowaniu nie jest mechaniką ciał fizycznych, lecz „mechaniką punktów materialnych”, czyli konstruktów teoretycznych pozbawionych rozciągłości, aczkolwiek wszystkie obiekty rzeczywiste podstawiane za punkty materialne w konkretnych zastosowaniach mechaniki mają pewne rozmiary przestrzenne. Stąd np. w fizyce mamy tak wiele pojęć dotyczących bezpośrednio nie obiektów rzeczywistych, lecz ich wyidealizowanych modeli, jak „punkt materialny”, „ciało doskonale sztywne”, „ciało doskonale czarne”, „spadek swobodny”, „układ inercjalny”, „ciecz idealna”, „gaz doskonały” itp. Właśnie dzięki temu, że wiedza naukowa ma charakter teoretyczny (i zarazem idealizacyjny), może ona sięgać do głębszych poziomów rzeczywistości i opisywać bardziej istotne czynniki przemian, pomijać zaś czynniki drugorzędne, uboczne, przypadkowe, nieodgrywające istotnej roli w przebiegu opisywanych zjawisk.
Nauka, stosując metody modelowania, abstrakcji i idealizacji, pomija w zjawiskach aspekty mniej istotne, by docierać do wewnętrznych mechanizmów i prawidłowości, ukrytych przed naszymi zmysłami.
6. Wysoka moc przewidywania (moc prognostyczna) wiedzy. Wiedza naukowa dostarcza znacznie lepszych, niż inne gatunki wiedzy, środków służących celom niezawodnego oraz dokładnego przewidywania w wielu dziedzinach. Przewidywanie natomiast jest nieodzownym warunkiem skutecznego działania, stąd także wielkie znaczenie praktyczne wiedzy naukowej.
7. Wysoka moc heurystyczna polega na płodności osiągniętej wiedzy naukowej w procesie zdobywania nowej wiedzy. Zgromadzona dotąd wiedza naukowa stanowi zawsze nieodzowny i potężny instrument zdobywania nowej wiedzy. Większa niż w innych gatunkach użyteczność wiedzy naukowej jest związana z takimi jej walorami, jak wysoki stopień usystematyzowania, ogólności, ścisłości, uteoretycznienia oraz wysoka moc prognostyczna i eksplanacyjna.

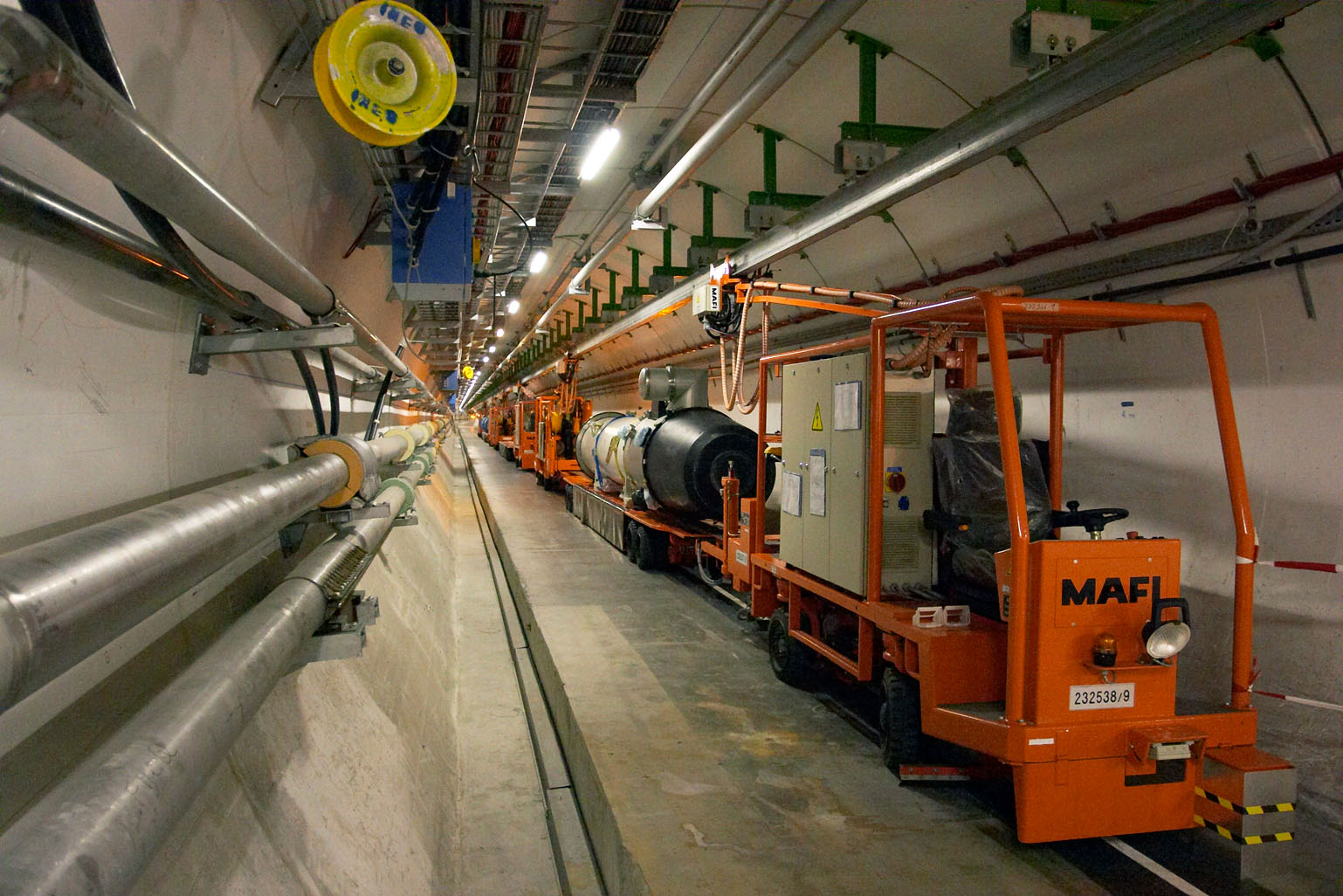
Tunel we wnętrzu Wielkiego Zderzacza Hadronów (akceleratora cząstek), otwarty we wrześniu 2008 r. w CERN.

Wymienione najważniejsze kryteria naukowości wiedzy nie wyczerpują całej ich listy. Nie dają się też one skonkretyzować ani uściślić (w drodze np. wskazania jak wysoki poziom usystematyzowania, ogólności, ścisłości itp. powinny osiągnąć nowo formułowane twierdzenia, aby mogły być włączone do nauki), dopóki mowa jest o nauce w ogóle. Rozmaite bowiem działy nauk na różnych szczeblach ich rozwoju stawiają formułowanym w ich ramach twierdzeniom niejednakowo surowe wymagania pod wskazanymi wyżej (siedmioma) względami. Można to wytłumaczyć tym, że kryteria naukowości wiedzy są, po pierwsze, historycznie zmienne, a po drugie, zrelatywizowane do dyscypliny, wobec tego nie mają ponadczasowego (ponadhistorycznego, uniwersalnego) znaczenia. Jeśli pragnie się je uściślić lub skonkretyzować, to trzeba przejść na grunt rozważań dotyczących poszczególnych działów nauk lub nawet pojedynczych dyscyplin naukowych. W miarę rozwoju nauki, rosną też wymagania stawiane kryteriom naukowości wiedzy.
Kryteria naukowości, odróżniające wiedzę naukową od pozostałych rodzajów wiedzy, mogą być ujmowane zarazem jako cele poznania naukowego.

## Cele poznania naukowego oraz funkcje społeczne nauki

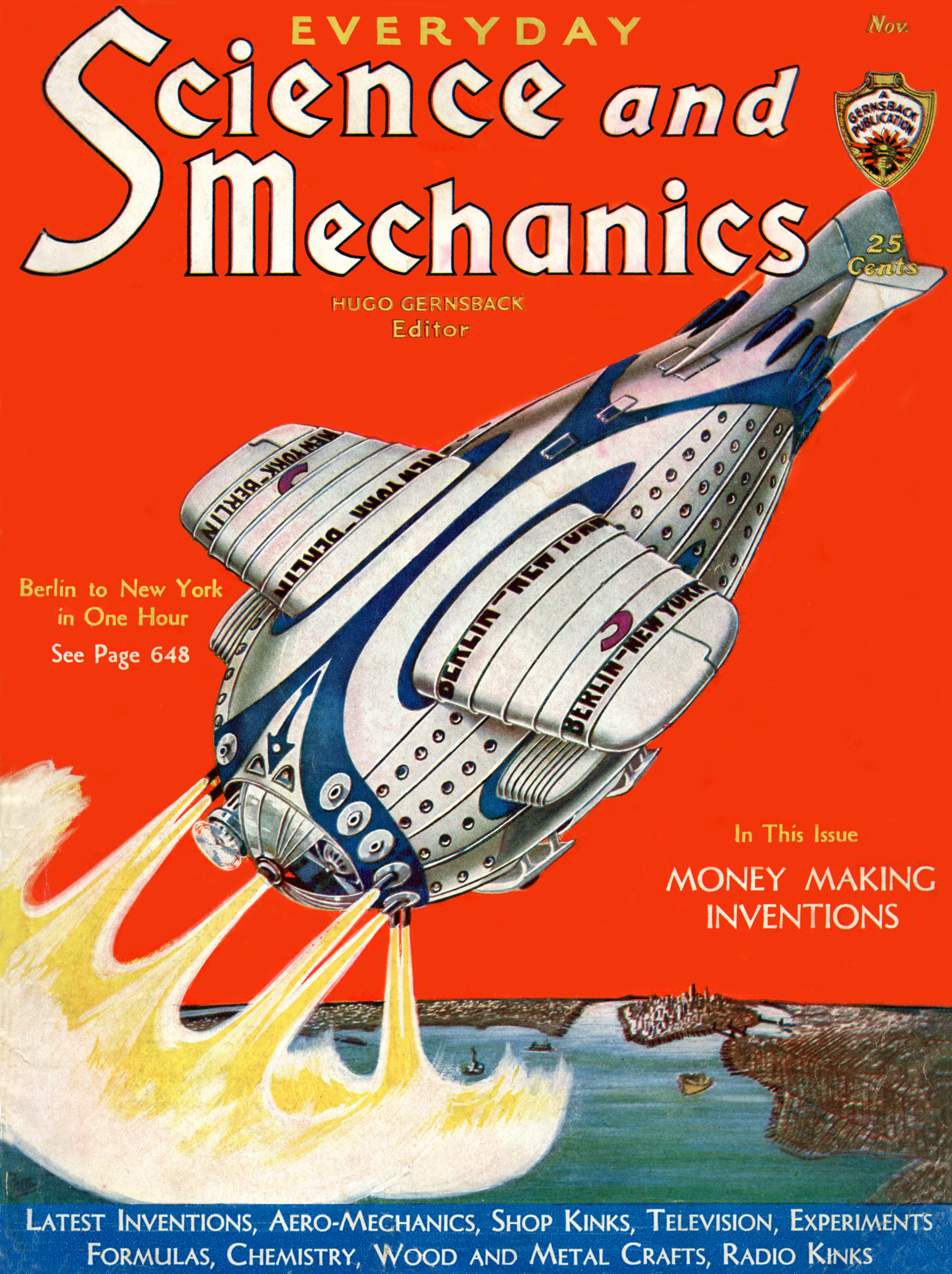
Okładka Everyday Science and Mechanics z 1931 roku

Wiedza naukowa zawdzięcza swój wysoki status poznawczy temu, że nauka jest nastawiona na zdobywanie prawdy niebanalnej, do której trudno jest dotrzeć, ale która jest zarazem interesująca teoretycznie oraz użyteczna praktycznie. Jest interesująca teoretycznie, gdyż służy wypełnianiu przez naukę jej funkcji teoretycznej: wyjaśnianiu i zrozumieniu zjawisk i procesów zachodzących w świecie. Jest użyteczna praktycznie, gdyż służy pełnieniu przez naukę jej drugiej ważnej funkcji społecznej – funkcji praktycznej: przewidywaniu zachodzenia i przebiegu zjawisk. Przewidywanie jest określane mianem funkcji praktycznej nauki z uwagi na to, że bez przewidywania tego, co ma zajść nie ma skutecznego działania, czyli przekształcania rzeczywistości zgodnie z potrzebami człowieka. Specyficzna funkcja praktyczna nauki polega zatem na dostarczaniu pozostałym układom społecznym, z układem gospodarczym (czyli produkcyjnym) na czele, wiedzy oraz umiejętności, zapewniających im efektywne funkcjonowanie. Jest to przede wszystkim wiedza technicznoużytkowa o charakterze predykcyjnym, gdyż bez przewidywania nie ma skutecznego działania.
Wyjaśnianie i zrozumienie zjawisk jest niemożliwe bez założenia, że celem osiągalnym nauki jest poznanie prawdziwe, do którego nauka zmierza. Celem dążeń naukowych jest prawda. Według rekonstrukcji stanowisk Einsteina i Poppera, przeprowadzonej przez Jana Sucha, prawda naukowa powinna spełniać co najmniej pięć ważnych walorów poznawczych.
Są nimi:
1. ogólność (wysoki stopień ogólności),
2. dokładność, ścisłość, precyzja (wysoki stopień ścisłości, dokładności),
3. wysoka informacyjna zawartość,
4. wysoka prostota logiczna,
5. pewność epistemologiczna.

1. Twierdzenie jest tym ogólniejsze, im szerszy jest jego podmiot. Na przykład twierdzenie „wszystkie kruki są czarne” jest ogólniejsze, niż twierdzenie „wszystkie kruki żyjące w Polsce są czarne”. Uczeni nie poprzestają nigdy na formułowaniu twierdzeń jednostkowych, tzn. dotyczących pojedynczych zjawisk. Twierdzenia jednostkowe (oraz szczegółowe, zwane też egzystencjalnymi) służą w nauce przeważnie jako przesłanki do uogólnień (indukcyjnych i innych), w których wyniku uzyskuje się twierdzenia o dużym szczeblu ogólności, niekiedy twierdzenia uniwersalne, dotyczące (przynajmniej w domniemaniu) wszystkich zjawisk zachodzących w świecie. Na przykład uczony, mając solidne podstawy do przypuszczenia, że „wszystkie ciała się przyciągają”, nie będzie formułować twierdzeń w rodzaju: „wszystkie planety się przyciągają” lub „wszystkie cygara się przyciągają”, lecz sformułuje – jak to uczynił Newton – „prawo powszechnej grawitacji”. Nawet tzw. nauki idiograficzno-nomologiczne (zwane dawniej idiograficznymi), jak historia, nie ograniczają się do formułowania twierdzeń jednostkowych, lecz poszukują prawdziwych twierdzeń ogólnych: praw lub generalizacji historycznych.
2. Z kolei dokładność (ścisłość) twierdzenia zależy od jego orzecznika: im orzecznik jest węższy, tym twierdzenie jest dokładniejsze. Na przykład z dwóch twierdzeń: „wszystkie kruki są czarne” oraz „wszystkie kruki są czarne lub białe”, dokładniejsze jest to pierwsze, gdyż ma węższy orzecznik: jednoznacznie stwierdza, że wszystkie kruki są czarne. Podobnie, z dwu twierdzeń, z których jedno głosi, że „wszystkie ciała grawitują” (tzw. jakościowe prawo grawitacji, znane np. Kopernikowi), drugie zaś, że „wszystkie ciała grawitują z siłą wyznaczoną przez wzór F = m1 x m2/r2 (ilościowe prawo grawitacji sformułowane przez Newtona), znacznie bardziej precyzyjne jest to drugie, gdyż dokładnie wyznacza wielkość siły grawitacyjnej działającej między masami. Na tym przykładzie widać, że matematyka stanowi potężny środek zawężania orzecznika i tym samym uściślania twierdzeń, dzięki temu że przekształca twierdzenia (w tym prawa) jakościowe w twierdzenia (prawa) ilościowe, dlatego też wszędzie tam, gdzie jest to możliwe, nauka nadaje swoim twierdzeniom ścisłą postać matematyczną.
3. Informacyjna zawartość empiryczna (treść empiryczna w ujęciu Poppera). Treść empiryczna teorii wyznaczona jest przez klasę jej potencjalnych falsyfikatorów. Twierdzenia naukowe (w tym prawa) oraz ich zbiory (w tym teorie) wiele i dokładnie mówią o rzeczywistości. Informacyjna zawartość twierdzenia zależy zarówno od ogólności, jak też od ścisłości twierdzenia: im twierdzenie jest bardziej ogólne i bardziej ścisłe, tym wyższa jest jego informacyjna zawartość. Z kolei informacyjna zawartość twierdzenia czy teorii wyznacza stopień jego (jej) sprawdzalności, zwłaszcza sprawdzalności negatywnej czyli falsyfikowalności. Z tego powodu Popper uznał wysoką informacyjną zawartość (logiczną i empiryczną treść) twierdzeń (w tym praw i teorii naukowych) za podstawowy cel poznawczy nauki.
Rekonstrukcję stanowiska Poppera w kwestii celów poznania naukowego reprezentuje poniższy schemat:
Nauka zatem – według niego – buduje teorie o coraz większej informacyjnej zawartości, czyli o coraz większej empirycznej treści, a to znaczy takie, które mówią coraz więcej o świecie. Dlatego też teorie naukowe mają olbrzymią ilość zastosowań w różnych dziedzinach. Klasycznym przykładem jest mechanika Newtona, która wraz z teorią grawitacji wyjaśnia takie zjawiska, jak ruchy ciał niebieskich (w tym planet), Logika odkrycia naukowego (PWN, Warszawa 1977), pływy (tzn. przypływy i odpływy) mórz i oceanów, spadanie ciał, ruch wahadła, stabilność mostów, prace maszyn itd.
4. Prostota logiczna teorii jest wyznaczona przez ilość założeń wyjściowych (aksjomatów, postulatów, zasad) teorii oraz ilość jej twierdzeń pochodnych (wyznaczających informacyjną zawartość teorii): im mniejsza jest liczba założeń wyjściowych teorii i większa liczba twierdzeń pochodnych, tym teoria jest bardziej prosta (i zwarta) logicznie, w związku z czym, odznacza się także większą doskonałością wewnętrzną.

Naukowe tworzenie pojęć i metoda naukowa różnią się od wiedzy potocznej jedynie większą ścisłością pojęć i wnioskowań, staranniejszym i bardziej systematycznym doborem materiału doświadczalnego, a także oszczędnością w sensie logicznym. Należy przez to rozumieć dążenie do ufundowania wszystkich pojęć i relacji na możliwie najmniejszej liczbie niezależnych od siebie logicznie podstawowych pojęć i aksjomatów.

Prostota logiczna teorii uznawana jest przez Alberta Einsteina za główny cel wewnętrzny (poznawczy), do którego zmierza nauka. Stawia ona uporządkowaniu logicznemu wiedzy naukowej [Czytaj: rozdz. 3, kryterium 2] formułowanej w teoriach naukowych dwa mocne postulaty dotyczące uporządkowania logicznego teorii naukowych: nowa teoria zastępująca dotychczasową w danej dziedzinie powinna być od niej po pierwsze, teorią o większej ilości twierdzeń pochodnych (wyznaczających zawartość informacyjną teorii) oraz, po drugie, teorią zawierającą mniej twierdzeń wyjściowych (zasad, aksjomatów). Wyraża to schemat:

Spełnienie obydwu podanych postulatów jest możliwe jedynie pod warunkiem, że twierdzenia wyjściowe nowej teorii są logicznie mocniejsze (tzn. zawierają więcej konsekwencji logicznych, czyli twierdzeń z niej wynikających), niż twierdzenia wyjściowe wcześniejszej teorii. Na przykład ogólna teoria względności, która zastąpiła mechanikę klasyczną oraz teorię grawitacji Newtona, spełnia oba postulaty.

Celem nauki jest, po pierwsze, możliwie najbardziej pełne uchwycenie doznań zmysłowych w całej ich różnorodności, po drugie jednak osiągnięcie tego celu przy zastosowaniu minimum pierwotnych pojęć i relacji (dążenie do możliwie największej logicznej jednolitości obrazu świata względnie logicznej prostoty jego podstaw).

Prostota logiczna – obok dwu walorów, uwzględnianych przez informacyjną zawartość (ogólność i ścisłość) – bierze pod uwagę także ilość założeń wyjściowych teorii, które łącznie składają się na „doskonałość wewnętrzną teorii” (wyrażenie Einsteina). Schemat hierarchii celów poznawczych Einsteina ma zatem postać:
Wzrastająca prostota logiczna kolejno budowanych w nauce teorii pociąga za sobą niestety wzrastającą złożoność matematyczną teorii, co utrudnia zrozumienie wiedzy naukowej przez laika.

Rozwój [nauki] zachodzi w kierunku rosnącej prostoty podstaw logicznych. Aby przybliżyć się do tego celu, musimy pogodzić się z tym, że podstawy logiczne będą coraz dalsze od doznań, a droga logiczna od podstaw do tych konsekwencji, które znajdują korelat w doznaniach zmysłowych, będzie coraz trudniejsza i dłuższa.

Stąd słynne powiedzenie (przypisywane Einsteinowi), które brzmi paradoksalnie, gdy się nie uwzględni dwóch rozważanych rodzajów prostoty, logicznej i matematycznej: „Nauka dlatego jest tak złożona, że jest tak prosta”. Paradoksalność powyższej wypowiedzi znika przy prostym uzupełnieniu: „Nauka dlatego jest tak złożona matematycznie, że jest tak prosta logicznie”.
5. Pewność epistemologiczna (z gr. epistēmē – wiedza) twierdzeń i teorii naukowych. Kolejne teorie naukowe następujące po sobie w danej dziedzinie mają coraz lepsze uzasadnienie w doświadczeniu, są coraz lepiej ugruntowane w faktach. Uczeni (różnych specjalności) w zasadzie godzą się na takie stwierdzenie w przekonaniu, że rozwój wiedzy naukowej prowadzi do teorii o coraz większym stopniu prawdziwości oraz coraz większym stopniu pewności. Natomiast wśród filozofów nauki, metodologów toczą się ostre spory na ten temat.
Pięć wymienionych celów poznawczych sprawia, że nauka, osiągając je, dochodzi do prawdy niebanalnej, tzn. interesującej teoretycznie i zarazem użytecznej praktycznie, co pozwala nauce pełnić dwie ważne funkcje społeczne: funkcję teoretyczną polegającą na coraz lepszym rozumieniu świata oraz funkcję praktyczną polegającą na dostarczaniu ludziom coraz lepszych, tzn. coraz dokładniejszych i bardziej pewnych, przewidywań służących skutecznemu działaniu.
Karl R. Popper główny cel nauki określa różnie w zależności od kontekstu rozważań. W jednym miejscu celem nauki jest poszukiwanie prawdy (prawdoupodobnienie), w innym – poszukiwanie dobrych wyjaśnień, w jeszcze innym – budowanie twierdzeń o wysokiej informacyjnej zawartości (z tym, że najczęściej Popper używa w tym sensie określenia „treść teorii").

## Klasyfikacja nauk
Klasyfikacja nauk wyróżnia m.in. dychotomię:
- nauki formalne, inaczej aprioryczne lub dedukcyjne;
- nauki empiryczne, inaczej aposterioryczne lub obserwacyjne; bywały też nazywane indukcyjnymi, choć Albert Einstein i Karl Popper podkreślali, że korzystają one też z metody hipotetyczno-dedukcyjnej[potrzebny przypis].

Istnieją przy tym dyscypliny z pogranicza jak fizyka matematyczna czy informatyka, do której zalicza się zarówno rozważania abstrakcyjne (teoria obliczeń), jak i doświadczenia z użyciem komputerów. Inna para zbiorów nauk, zwykle uznawanych za rozłączne, to:
- nauki ścisłe – część nauk formalnych i empirycznych obejmująca matematykę i nauki oparte na niej, np. na metodach ilościowych;
- nauki humanistyczne – przede wszystkim jest to część badań empirycznych poświęcona działalności człowieka (kulturze); włącza się też do nich rozważania bardziej formalne, nad konsekwencjami pewnych treści – przykłady to dogmatyka prawa czy teologia dogmatyczna[potrzebny przypis].

Ta typologia nie jest już dychotomią, ponieważ nie jest wyczerpująca – nie jest pokryciem zbioru nauk; psychologia obejmuje badania, które nie są ani ścisłe, ani humanistyczne, przynajmniej sensu stricto, np. niektóre analizy jakościowe. Teologia również nie jest nauką ścisłą, przy czym bywa włączana do nauk, ale nie do humanistycznych, np. w zestawieniu dziedzin nauki używanym w polskich przepisach. Inne szerokie kategorie to nauki podstawowe – inaczej teoretyczne lub czyste – i nauki stosowane. Podane kategoryzacje bywają mieszane; przykładowo:
- we wspomnianym zestawieniu dziedzin nauki figurują równorzędnie obok siebie nauki humanistyczne i społeczne uważane za część empirycznych;
- jedna z kategorii Nagrody Fundacji na rzecz Nauki Polskiej jest przyznawana za badania z obu tych obszarów; w latach 1992–2010 rozdzielano też nagrody dla przedstawicieli nauk ścisłych i przyrodniczych, uważanych za część empirycznych.

Klasyfikacja nauk polega na wyodrębnianiu – na podstawie określonych kryteriów – głównych działów nauki, a następnie na ich podziale na dyscypliny szczegółowe. Najczęściej stosowane są kryteria przedmiotowe (różnice w przedmiocie badania) oraz metodologiczne (różnice w metodach badawczych). Ważne są również rodzaj stawianych problemów i formułowanych twierdzeń oraz sposób uzasadniania twierdzeń, a także typ wyjaśniania, zadania i cele. Klasyfikacja jest zawsze podporządkowana określonym celom, takim jak funkcje pełnione przez naukę w społeczeństwie, potrzeby dydaktyki, bibliotekoznawstwa itd. Poszukuje się klasyfikacji naturalnych, to znaczy takich, które grupują nauki podobne pod wieloma względami, ważnymi z określonego punktu widzenia.
Ogólna klasyfikacja nauk.

Schemat ma charakter dychotomiczny (z wyjątkiem podziału nauk stosowanych). Na każdym poziomie podziału zastosowano kilka kryteriów. Na przykład przy podziale nauk na matematyczne i empiryczne brano pod uwagę nie tylko przedmiot i metodę, lecz również rodzaj formułowanych twierdzeń i sposób ich uzasadniania.
- Nauki teoretyczne prowadzą badania podstawowe, czysto poznawcze. Ich głównym celem jest cel teoretyczny. Nastawione są na poszukiwanie prawdy. Jednocześnie dostarczają naukom stosowanym (technicznym, rolniczym, ekonomicznym, medycznym, pedagogicznym, naukom o sporcie i rekreacji) wiedzy wdrażanej do praktyki przemysłowej, rolniczej, medycznej itp.
- I Nauki matematyczne (formalne, dedukcyjne, aprioryczne) zajmują się ogólnymi strukturami, które umożliwiają ścisły ilościowy i jakościowy opis rzeczywistości. Należą do nich matematyka i logika z jej głównym działem – logiką matematyczną, teoria mnogości, algebra, geometria i inne.
- Nauki empiryczne (indukcyjne, realne, aposterioryczne) odwołują się do doświadczenia, tzn. obserwacji, eksperymentu i pomiaru.
- Nauki przyrodnicze – nauki o przyrodzie nieożywionej i ożywionej.
- IV Nauki społeczno-humanistyczne, to nauki o człowieku jako istocie społecznej oraz o społeczeństwie ludzkim. Należą tu np.: psychologia, socjologia, historia, nauki o kulturze, nauki polityczne, nauki prawnicze (prawoznawstwo), językoznawstwo. Niekiedy ten rodzaj nauk nazywany jest zamiennie: „nauki społeczne” lub „nauki humanistyczne”. Zazwyczaj jednak dokonuje się rozróżnienia na „nauki humanistyczne”, czyli nauki o człowieku ustalające fakty oraz „nauki społeczne” odkrywające prawa w społeczności ludzkiej.
- II Nauki fizyczne zajmują się materią nieożywioną. Należą do nich: fizyka eksperymentalna i teoretyczna (m.in. mechanika klasyczna i relatywistyczna, elektrodynamika klasyczna i kwantowa, fizyka atomowa i jądrowa, astronomia, kosmologia), chemia doświadczalna i teoretyczna (m.in. chemia ogólna, chemia organiczna, chemia nieorganiczna, chemia analityczna) oraz nauki o Ziemi (np. geografia, geologia, geofizyka, mineralogia, oceanologia).
- III Nauki biologiczne w szerokim sensie badają materię ożywioną. Są to: biologia doświadczalna (np. biochemia, biofizyka, biotechnologia, biologia systematyczna, mikrobiologia, ekologia), teoretyczna i ewolucyjna.

Nauki I - IV, to klasyczne nauki teoretyczne (cztery wielkie działy nauk teoretycznych), a współcześnie należy wymienić jeszcze V nauki stykowe oraz VI nauki integracyjne (ponieważ nauki stykowe oraz kompleksowe powstają zazwyczaj na styku nauk teoretycznych, to także one same mają charakter raczej teoretyczny).
- V Nauki stykowe, to nauki pograniczne, np.: biofizyka, chemia fizyczna, biochemia, biogeografia, geofizyka, geochemia. Powstają one na pograniczu dwóch lub więcej nauk klasycznych, zazwyczaj pokrewnych i łączą w badaniach rozmaite aspekty z tych odrębnych dziedzin.
- VI Nauki integracyjne (kompleksowe) można by również nazwać naukami stykowymi, ale w pewnym ogólniejszym znaczeniu. Należą do nich np.: cybernetyka, synergetyka, teoria chaosu, teoria informacji, teoria komunikacji, ogólna teoria układów. Nauki te łączą różne strony zjawisk badanych dotąd nawet przez bardzo odległe od siebie dyscypliny. Cybernetyka, to nauka o sterowaniu i łączności w żywych organizmach i maszynach, we wszelkiego rodzaju układach. To nauka na styku teorii i praktyki po części matematyczna, po części empiryczna, zarówno biologiczna, jak i fizyczna. Z kolei synergetyka, to nauka o procesach samoorganizacji nie tylko w układach żywych, ale też w mechanizmach fizycznych i chemicznych.

Istnieją dwie przeciwstawne tendencje w rozwoju nauki: tendencja do integracji i dyferencjacji. Dyferencjacja nauk jest procesem dominującym ze względu na nieustannie rozrastające się dziedziny badań i powstające wciąż nowe specjalności.
Nauki stosowane (praktyczne, aplikatywne) prowadzą badania wdrożeniowe, rozwojowe. Nastawione są na cel praktyczny. Należą tu:
- VII – N. techniczne, inżynieryjne (np. teoria o zmęczeniu materiału).
- VIII – N. rolnicze, w szerokim sensie: nauki ogrodnicze, leśne, rolne.
- IX – N. ekonomiczne: część nauk ekonomicznych należy do nauk społecznych, np. ekonomia polityczna, ekonometria. W tym dziale natomiast mieszczą się nauki ekonomiczne mające bezpośrednie zastosowanie praktyczne, np. ekonomia przemysłu, rolnictwa, handlu.
- X – N. medyczne: należą tu m.in. podstawowe nauki medyczne, np. anatomia, fizjologia, nauki o zdrowiu, farmacja, a także wiedza fizyczna, biologiczna, psychologiczna, służąca medycynie.
- XI – N. pedagogiczne – nauki o wychowaniu, np. dydaktyka, teoria wychowania, oświata dorosłych.
- XII – N. rekreacyjne – nauki o sporcie, wypoczynku, rekreacji.

W XVIII i XIX w. nauki stosowane były uważane za gorszy rodzaj nauk, gdyż nauce przypisywano wtedy cele czysto poznawcze, natomiast praktykę, produkcję, technikę „traktowano z góry”.
Na temat klasyfikowania nauk toczą się dyskusje i spory, jednak każda z propozycji klasyfikacji zawiera jakieś mankamenty. Najczęściej dotyczy to nauk z pogranicza różnych dyscyplin. Dynamiczny rozwój nauki sprawia, że każda istniejąca klasyfikacja wymaga modyfikacji i dostosowania do przemian zachodzących w nauce.